# Chewlucanus hirasawai
Chewlucanus hirasawai là một loài bọ cánh cứng trong họ Lucanidae. Loài này được Ikeda & Katsura mô tả khoa học năm 2000.